# Rulík zlomocný
Rulík zlomocný (Atropa bella-donna) je statná, až 180 cm vysoká vytrvalá bylina. Je považována za nejnebezpečnější středoevropskou jedovatou rostlinu, je prudce jedovatý, odhaduje se, že otravy rulíkem zlomocným tvoří zhruba polovinu všech vážných otrav rostlinného původu na území České republiky. Přirozeně se vyskytuje na většině území Evropy (od Španělska po Podněstří a Krym a od Středomoří po jižní Švédsko) a některých místech v Africe; výskyt tohoto druhu v Maroku a Alžírsku byl však v poslední době zpochybněn.

## Vzhled
Statná 50–150 cm vysoká žlaznatě pýřitá bylina s tlustou přímou a větvenou lodyhou. Listy jsou střídavé (v květenství zdánlivě vstřícné) a různě velké, kopinatě vejčité až elipsovité, celokrajné, na bázi klínovitě zúžené, pýřité.
Kvete od června do srpna. Květy jsou nicí, zdánlivě úžlabní, jednotlivé, stopkaté, pětičetné, koruny trubkovitě zvonkovité (až 3 cm dlouhá), zvenčí hnědofialové, zevnitř lysé, hnědofialové, žlutošedé až žluté, načervenale mramorované. Cípy koruny jsou ohnuté.
Plodem je černá kulovitá bobule (14–18 mm v průměru) vyrůstající ze hvězdicovitě rozloženého kalichu. Zprvu chutná sladce, pak však dostává odpornou hořkou příchuť.
Roste roztroušeně na pasekách a okrajích lesů od pahorkatin do podhůří. Obecně preferuje pohostinné vlhké půdy zásaditého až slabě kyselého charakteru.

## Etymologie
Rodové jméno Atropa v botanickém názvu rostliny je odvozeno od bohyně osudu Atropos, která v řecké mytologii ukončuje život smrtelníků přestřižením jejich nitě života.
Druhové jméno bella donna pochází z italštiny a znamená krásná žena, což souvisí se skutečností, že italské dámy si do očí vstřikovaly rulíkovou šťávu, aby se jim rozšířly zorničky, což v období renesance považovaly za symbol krásy.

## Lidové názvy
Beladona, blázníček, bláznivá čerešňa, bláznivá třešně, bláznivý lilek, bláznový lilek, černé divoké višně, černé třešně, černé višně, čertova čerešeň, čertova třešeň, čertův blázníček, hadí hrozinky, hadí střešně, krásavica, lesný lulok, lilek, lilek pošetilý, lolek, lulák, lulčí, lulek, lulík, lulkové korenie, lulkový koreň, lulok, nadragule, nemnica, němnice, nimnica, psinky, psí třešně, rozpuka, šalamoun, šalamounek, toten, vlčá jahoda, vlčí jahodník, vlčí třešně, vlčia čerešňa, vlčia jahoda, vlčie oko, zlá jahoda, zlatá kráska, oči krásné paní.

## Obsahové látky
Z významných organických sloučenin rostlina obsahuje různé tropanové alkaloidy a glykosidy.

### Alkaloidy
- L-hyoscyamin

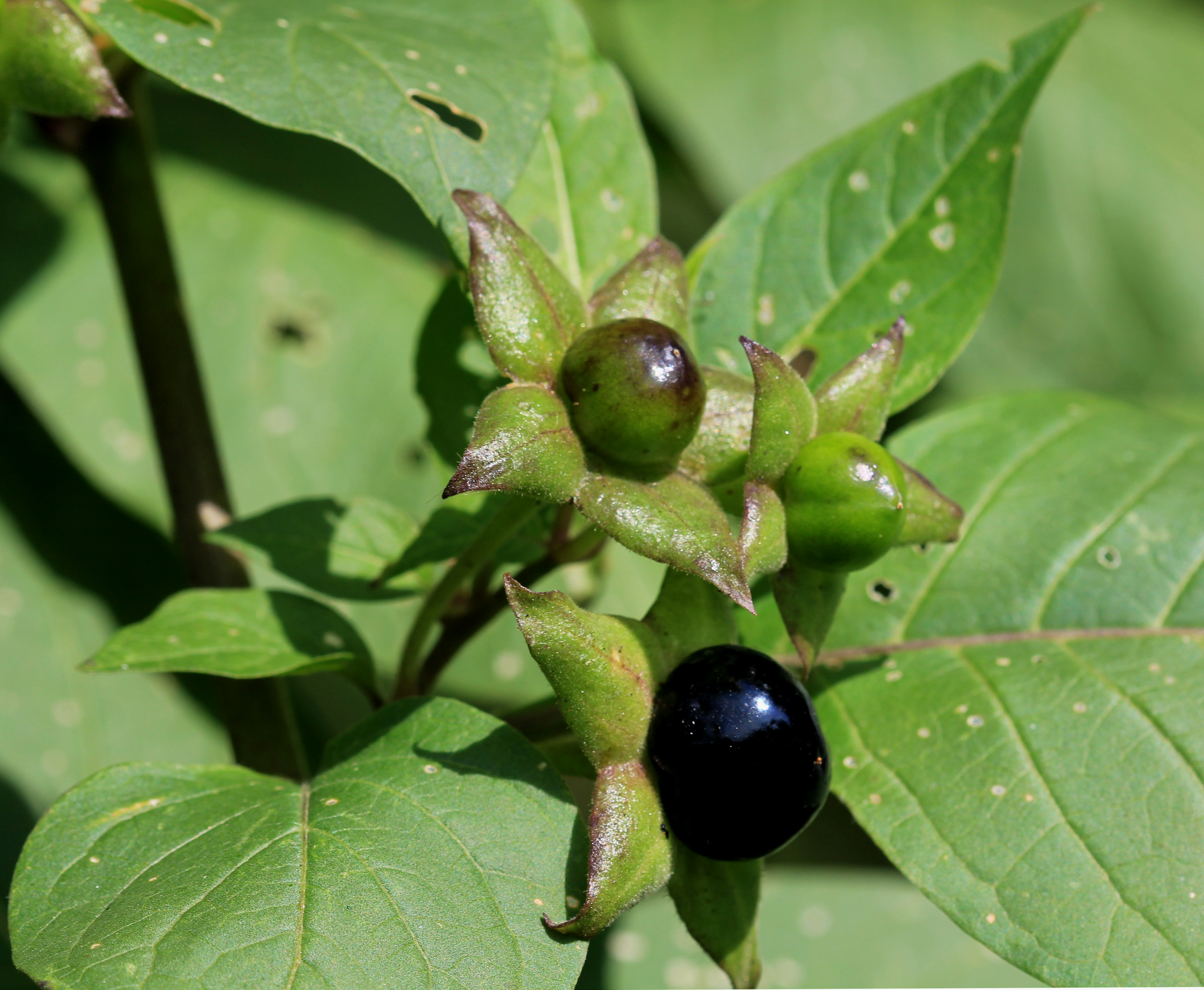
Čertova třešeň

L-hyoscyamin

- atropin - vzniká v sušené droze racemizací L-hyoscyaminu
- skopolamin
- apoatropin
- belladonin

### Glykosidy
- methylaeskulin

## Jedovatost a otravy
Celá rostlina je prudce jedovatá vzhledem k vysokém obsahu tropanových alkaloidů (kořen až 1,5 %, listy 0,3 až 1,2 %, semena asi 0,8 %), z nichž rozhodující podíl tvoří L-hyoscyamin (až 70 % všech alkaloidů). Obsah alkaloidů kolísá nejen podle stanoviště a vlivem podnebí, ale i vlivem dne. Tyto alkaloidy působí na autonomní nervový systém jako parasympatolytikum tím, že tlumí všechny muskarinové účinky acetylcholinu; utlumují srdeční činnost a způsobují zastavení dechu. Centrálně atropin značně dráždí, působí velké vzrušení a teprve ve velkých dávkách ochrnuje.
Člověk se může otrávit jednak přímou konzumací plodů nebo přes kozí mléko či kozí maso, pokud koza tuto rostlinu sežere. Smrtelnou dávkou jsou u malého dítěte už 3 bobule(!), u dospělého asi 10 bobulí.
Jako protijed (antidotum) se užívá fyzostigmin nebo pilokarpin.
Hlavní příznaky otravy:
- rozšířené zorničky
- vyschlé sliznice
- zčervenání obličeje, suchá teplá pleť
- zrychlený tep

Suchost v hrdle a zčervenání se dostavují již po léčebných dávkách. Po 5 mg lehké vzrušení, sklon k mluvení a pohybům, touha po procházkách, zčervenání v obličeji, suchost kůže, palpitace a rozšíření zornic (mydriáza) Po větších dávkách vázne polykání, vzrušení se stupňuje, dýchání je obtížné, teplota stoupá, otrávený má závratě, vrávorá, má zrakové, sluchové i čichové halucinace, velmi pohyblivé a četné. Po vybití sil zuřivostí nastává vyčerpání, slabost, spavost a teplota klesá. Hluboký spánek může skončit smrtí z obrny dýchacího ústrojí. Navzdory vysoké toxicitě rulíku je prognóza intoxikací vcelku příznivá vzhledem k dobře známým fyziologickým účinkům těchto látek a možnosti účinné léčby (fyzostigmin).

## Využití
Ze sušených listů (Folium belladonnae) a kořene (Radix belladonnae) této rostliny se získává atropin, ze kterého se vyrábějí atropinové kapky užívané v očním lékařství k rozkapávání očí za účelem usnadnění některých typů očních vyšetření (atropin roztahuje zorničky). Ze stejného důvodu si dívky ve starověku a středověku vtíraly šťávu z rulíku do očí, aby je měly krásně veliké. Odtud také pochází druhové jméno rostliny (bella donna = krásná paní). Bylo to účinné, nepříliš praktické (dočasně to zhoršuje kvalitu zraku, při dlouhodobém používání se zrak může zhoršit trvale) a nebezpečné (mohlo dojít k nebezpečnému zánětu oka nebo otravě).
Výtažek z listů (Belladonnae folii extractum siccum normatum) se rovněž využívá proti křečím hladkého svalstva (spasmolytikum), obvykle však pouze ve směsích s analgetiky.
Není divu, že se rulík díky svým účinkům významně uplatňoval v bílé i černé magii. Byl např. složkou mastí, jejichž aplikace mohla vyvolávat narkotické stavy a pohybové halucinace, jak nasvědčují např. doklady z inkvizičních procesů.

## Galerie

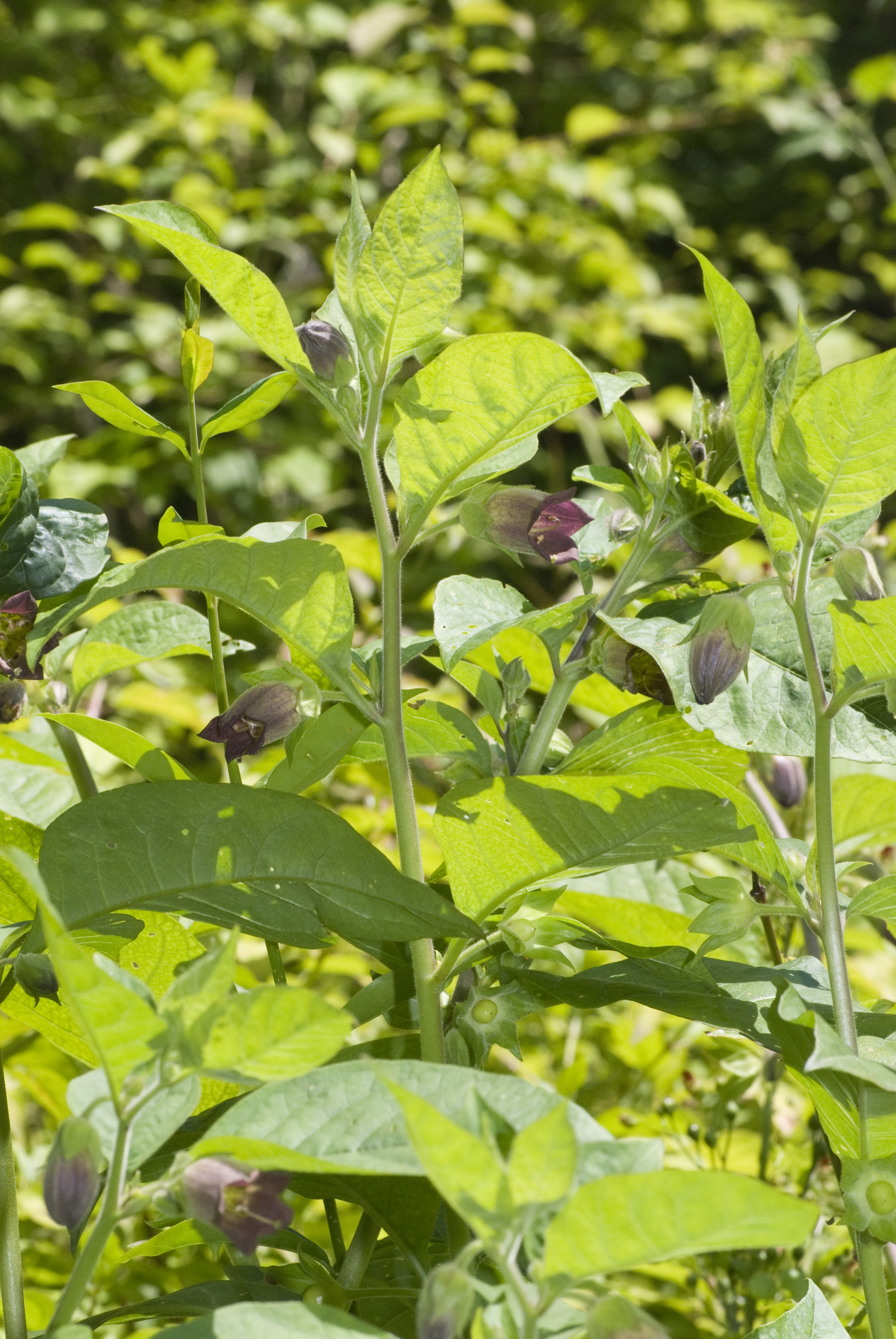
kvetoucí rostlina
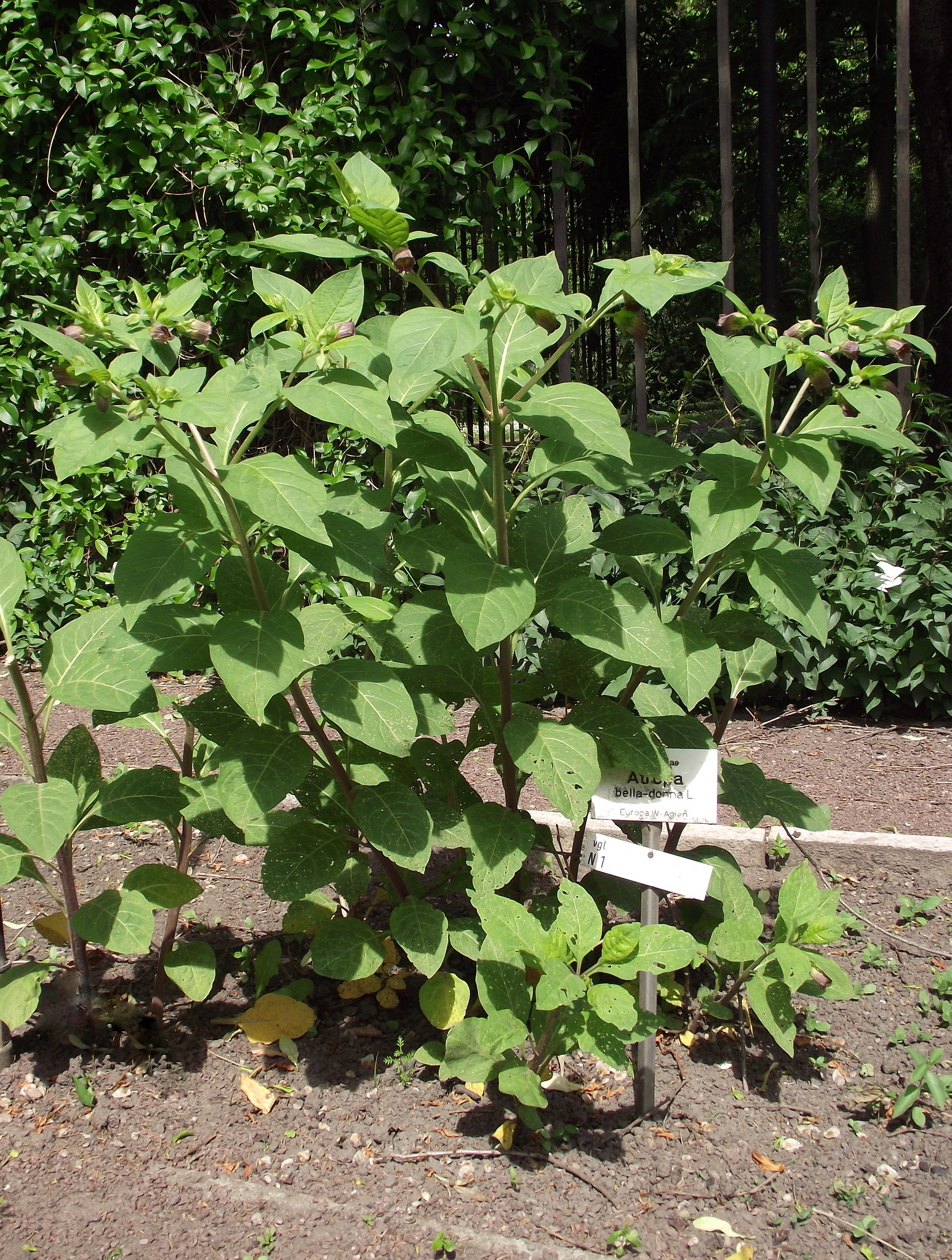
rostliny
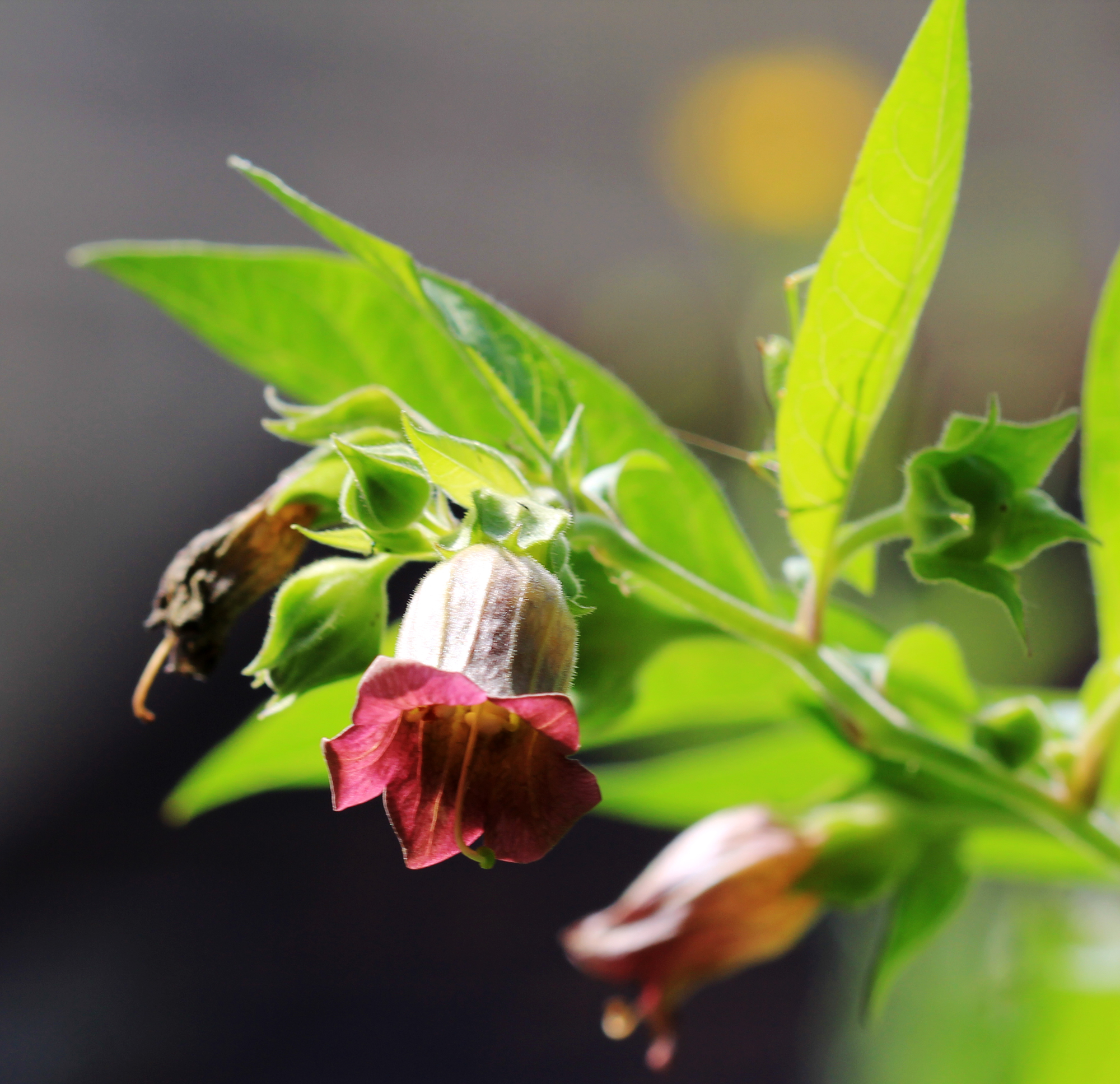
květ a listy
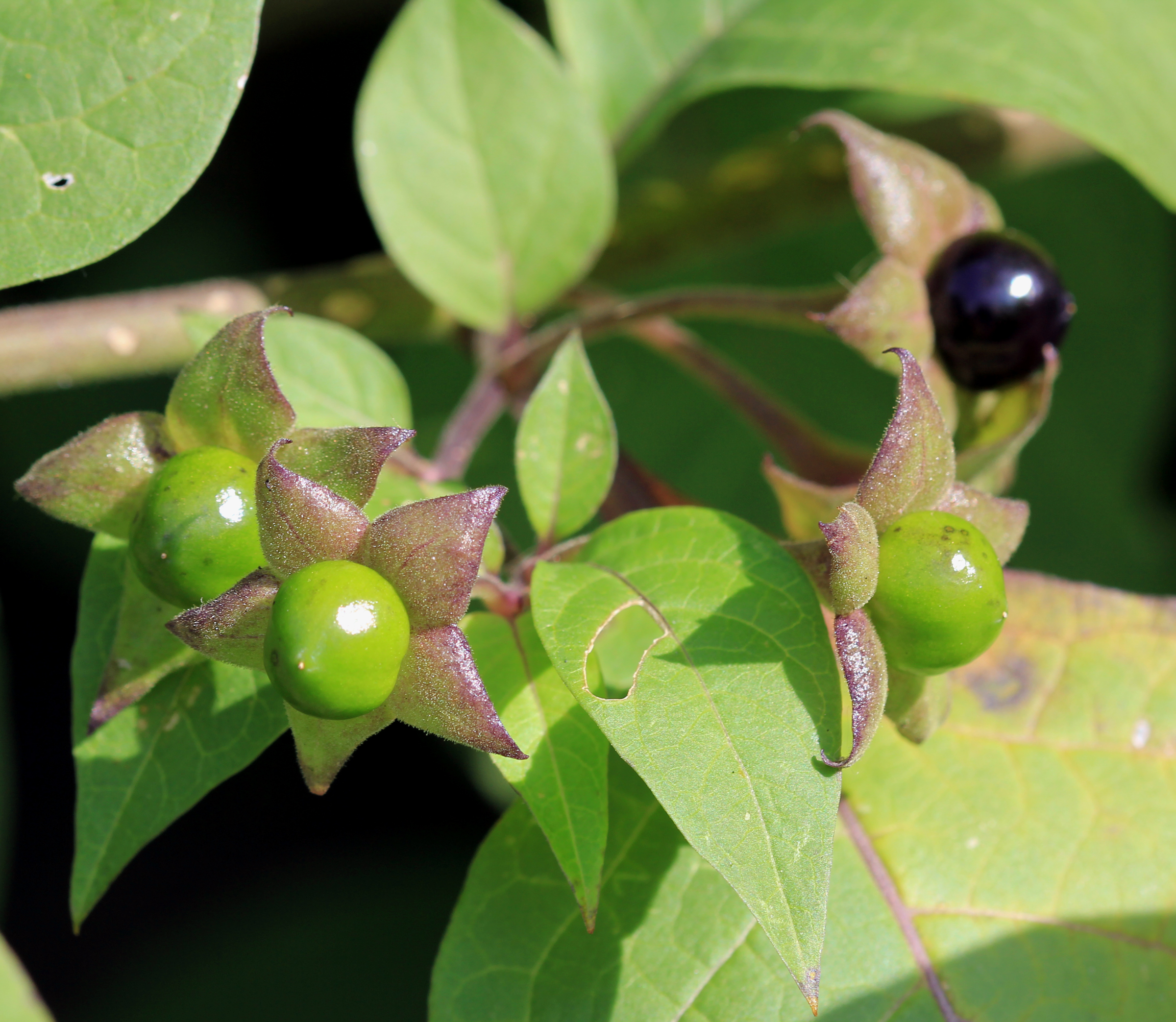
plody
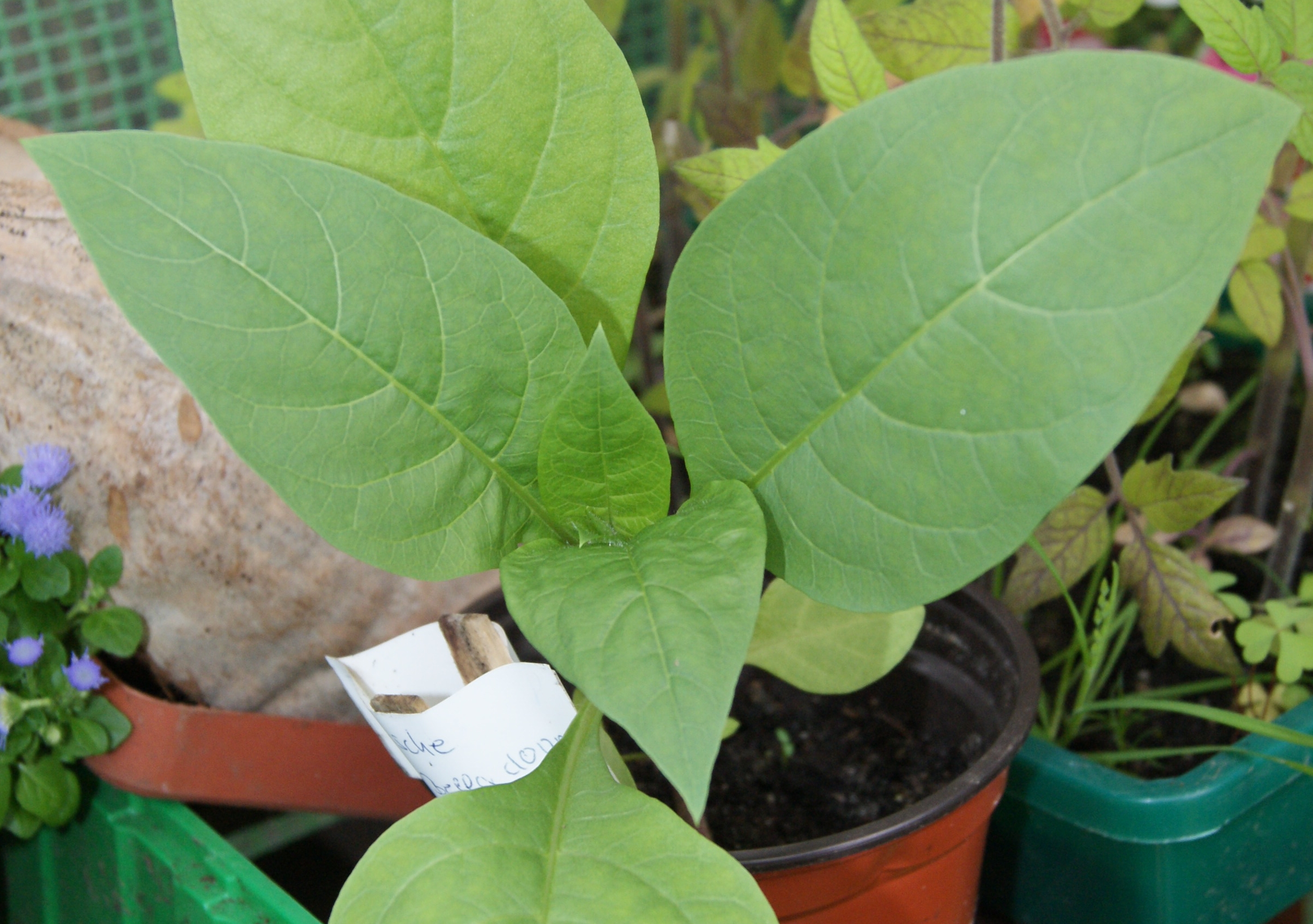
listy
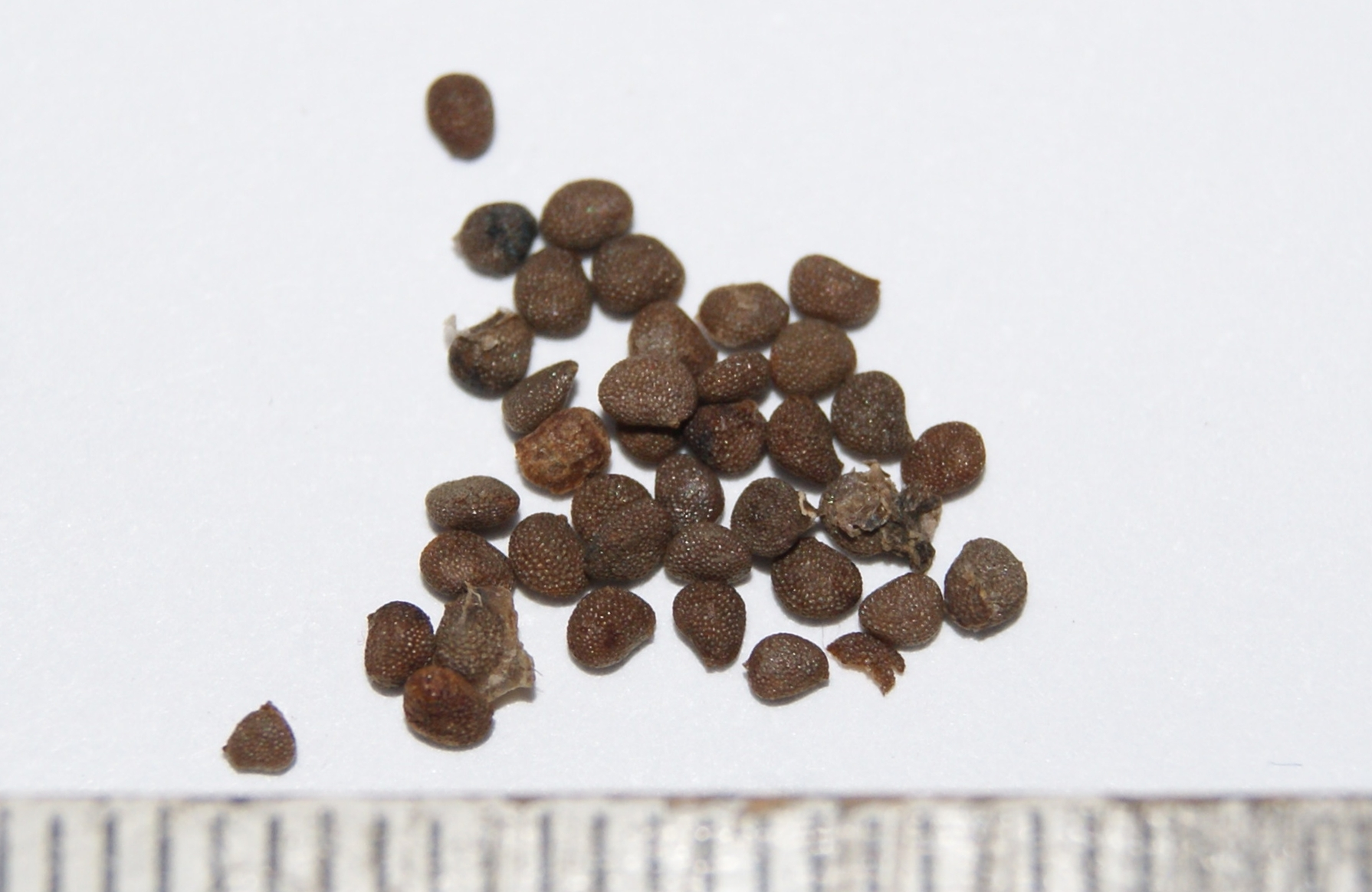
semena